# Jaqma
Jaqma (en àrab جاقمة, Jāqma; en amazic ⵊⴰⵇⵎⴰ) és una comuna rural de la província de Berrechid, a la regió de Casablanca-Settat, al Marroc. Segons el cens de 2014 tenia una població total de 10.306 persones.